# 豆蔻寺

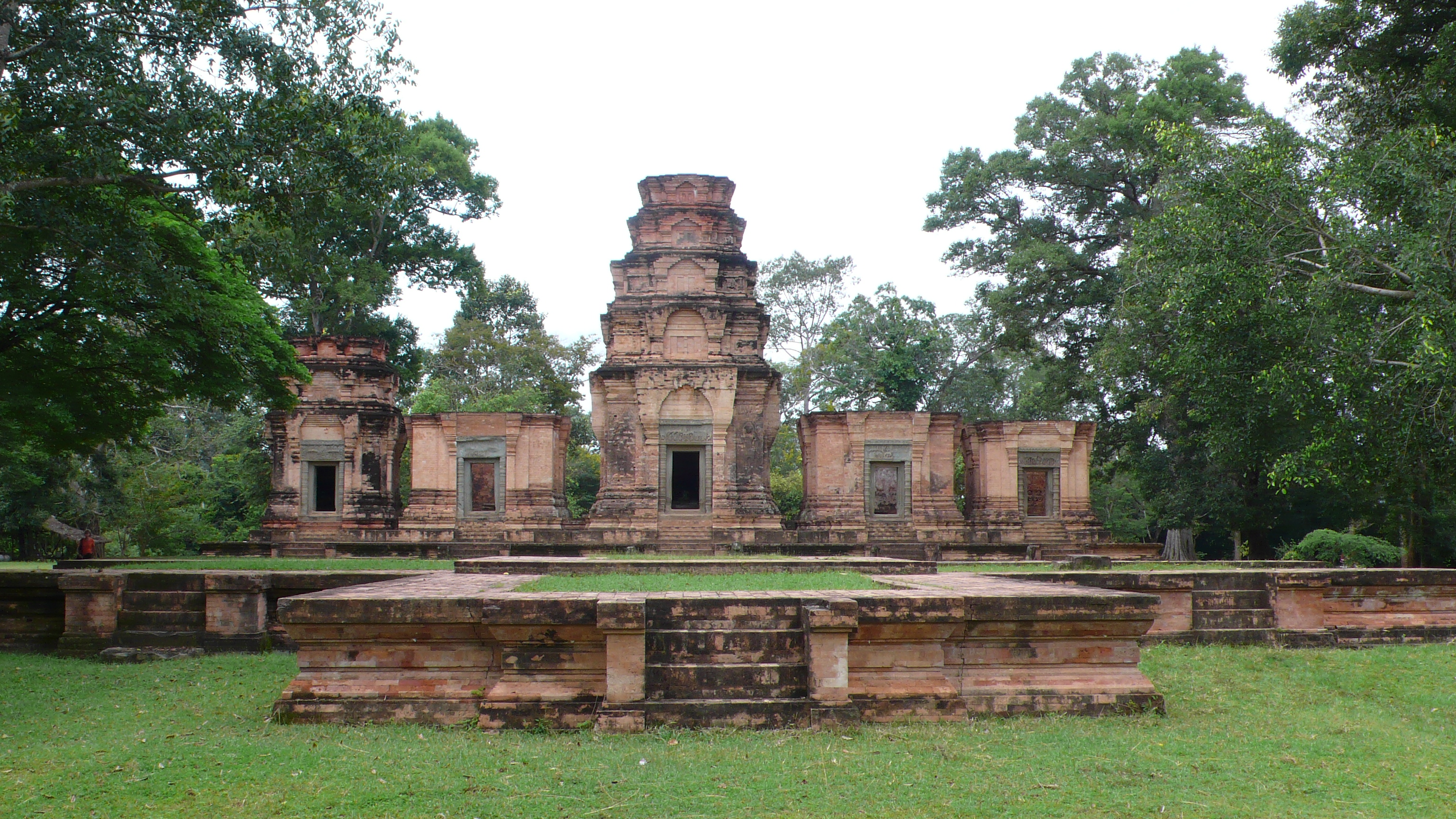
豆蔻寺

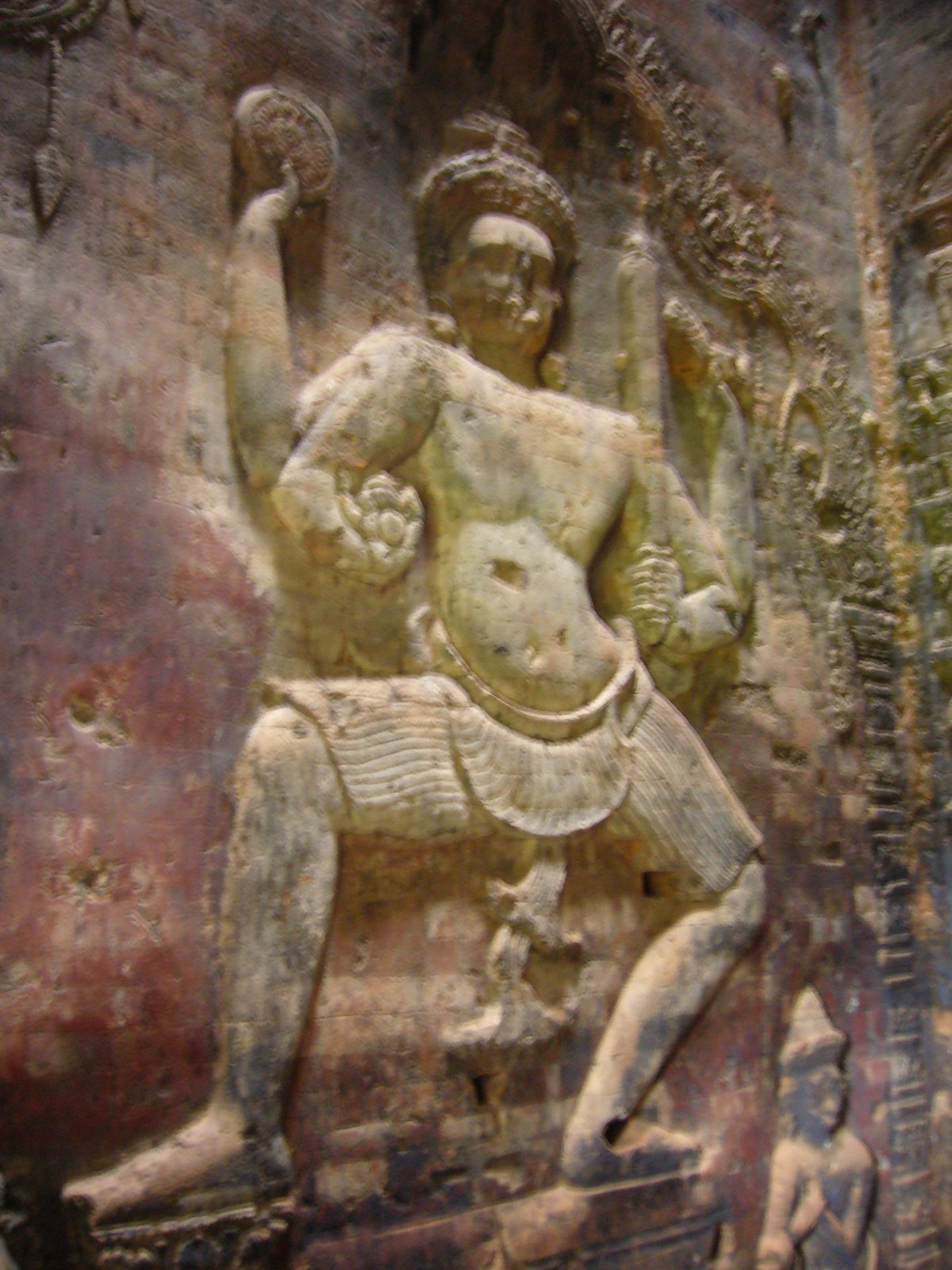
毗湿奴，手中持日輪、蓮花苞、金剛杵和海螺

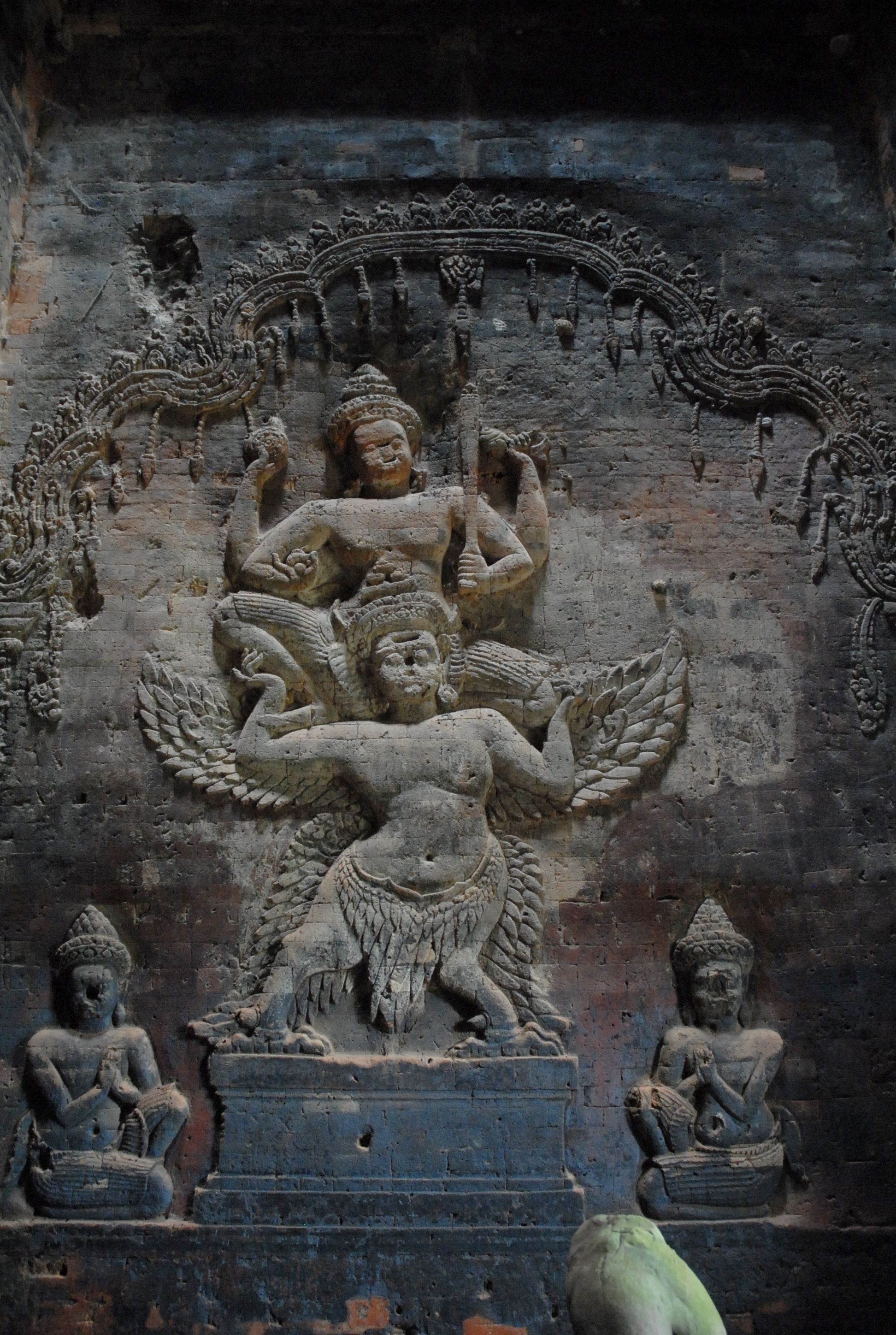
毗湿奴坐在大鹏金翅鸟上

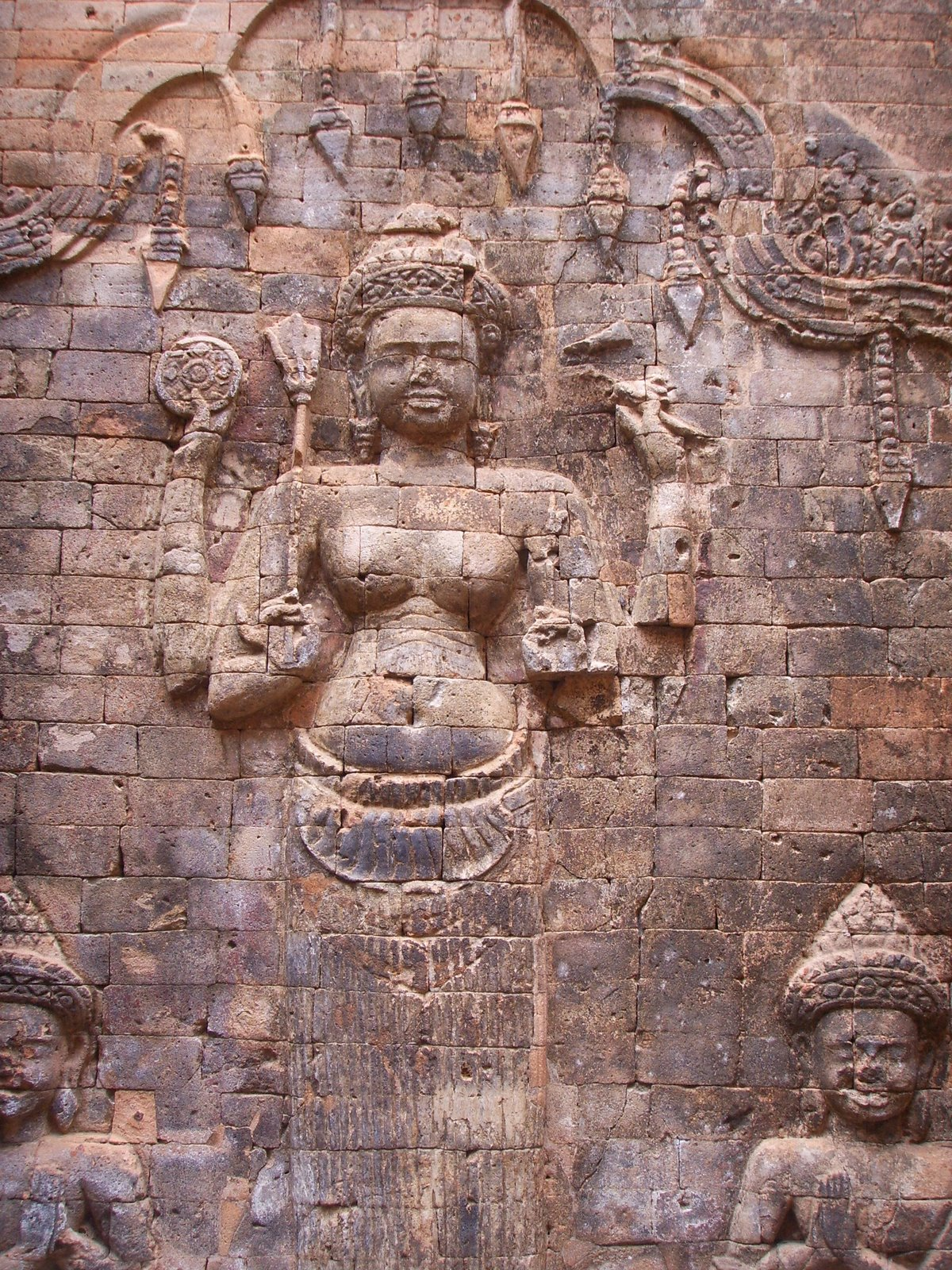
毗湿奴的妻子Lakshmi

豆蔻寺，又称：喀拉凡寺，是柬埔寨吴哥古迹中的一座印度教寺庙，位于皇家浴池之南。豆蔻寺建于921年，19世纪由德国人重建。主塔壁上的浮雕，描绘印度神話中毗湿奴骑大鹏金翅鸟，西塔壁上浮雕描绘毗湿奴的神妃吉祥天女。
| 年代     | 10世紀早期      |
| 風格     | Bakeng到Koh Ker |
| 統治時期 | 曷利沙跋摩一世  |

## 地理位置
在小吳哥和斑蒂喀黛（Banteay Kdei）、皇家浴池之間的路旁。

## 建築特色
- 特有的紅磚淺浮雕
- 特有的五座磚塔按南北方向一字排開

後來修復時新增的磚塊會標以「CA」的符號，為「Conservation Angkor」的縮寫。